# Lech Sołuba

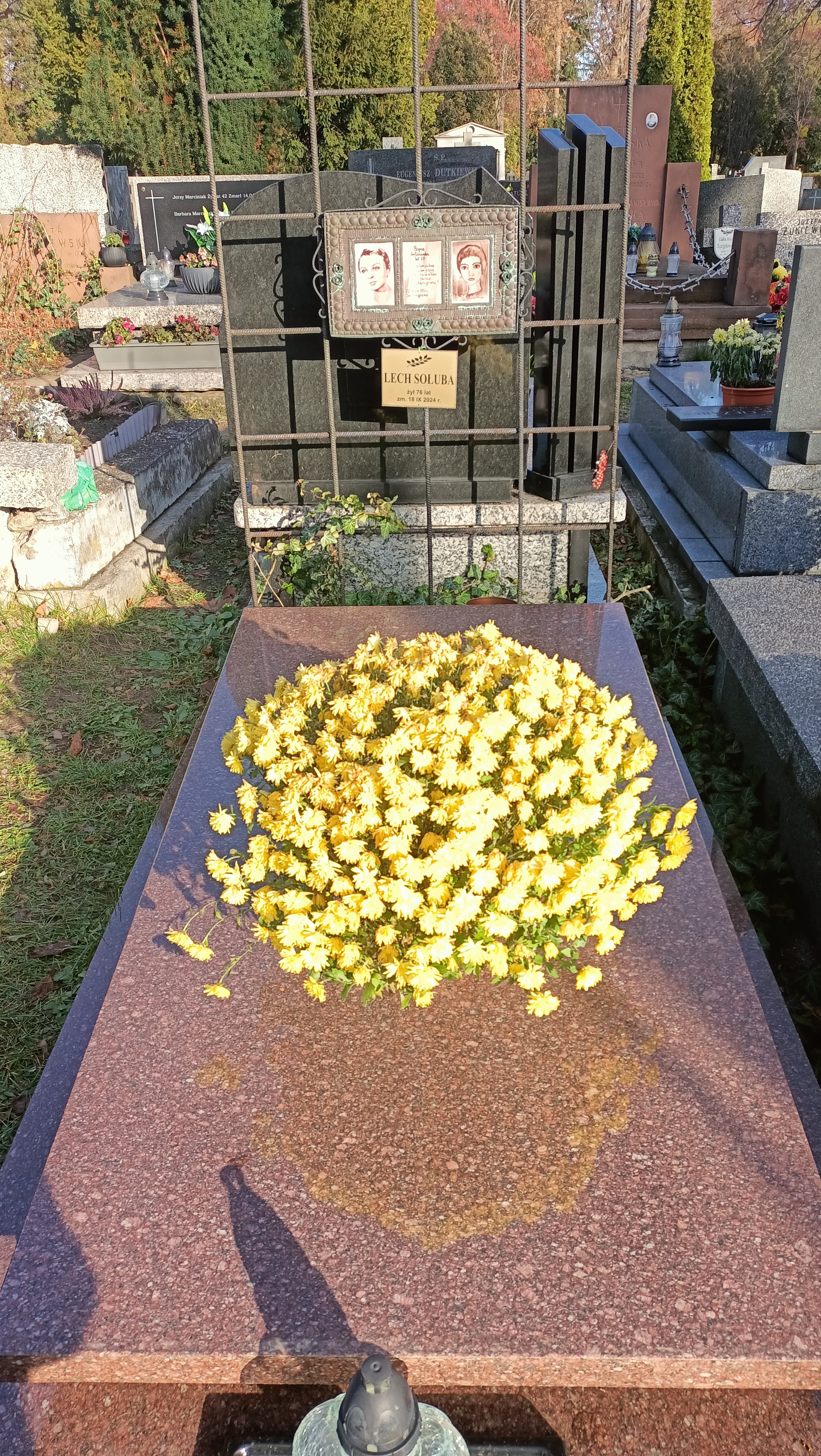
Grób Lecha Sołuby na cmentarzu Wojskowym na Powązkach

Lech Sołuba (ur. 20 stycznia 1948, zm. 18 września 2024 w Warszawie) – polski aktor teatralny i filmowy.

## Życiorys
W 1969 roku ukończył studia na Państwowej Wyższej Szkole Teatralnej w Warszawie. 30 października tego samego roku miał miejsce jego debiut teatralny. Występował w następujących teatrach:
- Teatr Polski w Warszawie
- Teatr Ochoty w Warszawie
- Teatr Narodowy w Warszawie
- Teatr im. Stefana Jaracza w Olsztynie

Brat aktorki Moniki Sołubianki.
Pochowany na Cmentarzu Wojskowym na Powązkach w Warszawie.

## Filmografia
- 1970: Przygody psa Cywila – Słowak, wspólnik przemytnika (odc. 4)
- 1970: Kolumbowie – uczestnik dyskusji z przedstawicielem rządu londyńskiego (odc. 2)
- 1971: Trochę nadziei – żołnierz na przepustce
- 1975: Mała sprawa
- 1975: Czterdziestolatek – milicjant zapisujący dane Karwowskiego (odc. 8)
- 1976: Wakacje – malarz z ASP
- 1976: Spokój – mężczyzna z menażką na budowie
- 1977: Noce i dnie – Oleś Siwek (odc. 11)
- 1978: Zaległy urlop – sekretarz działacza
- 1978: Układ krążenia – laborant (odc. 5)
- 1978: Somosierra. 1808 – francuski generał
- 1978: Do krwi ostatniej... – oficer I dywizji
- 1979: Tajemnica Enigmy – adiutant generała Gamelina (odc. 4 i 5)
- 1979: Sekret Enigmy – adiutant generała Gamelina
- 1979: Racławice. 1794 – żołnierz w kwaterze generała Madalińskiego
- 1979: Doktor Murek – oficer, kolega Bożyńskiego
- 1979: Do krwi ostatniej – oficer I dywizji
- 1979: Bitwa pod Warną
- 1980: Sherlock Holmes and Doktor Watson – pracownik lombardu (odc. 21)
- 1980: Punkt widzenia – urzędnik w oddziale ZUS (odc. 2)
- 1980: Powstanie Listopadowe. 1830–1831 – Adam Gurowski
- 1980: Miś – członek ekipy filmu „Ostatnia paróweczka hrabiego Barry Kenta”
- 1980: Dom – milicjant w fabryce Jędrysa (odc. 1)
- 1980: Krab i Joanna – Liwut
- 1980: Bez miłości – lekarz
- 1981: Yokohama – milicjant przed ambasadą amerykańską
- 1981: Ślepy bokser – Jendrysiak
- 1981: Przyjaciele (odc. 3)
- 1981: Okolice spokojnego morza – Karolak, pierwszy oficer
- 1981: Najdłuższa wojna nowoczesnej Europy – idący do powstania (odc. 6)
- 1981: Karabiny – Franek
- 1981: Człowiek z żelaza – dziennikarz
- 1982: Życie Kamila Kuranta – literat (odc. 4 i 5)
- 1982: Odwet – Wopista
- 1983: Wedle wyroków twoich... – bojownik żydowski w getcie
- 1983: Soból i panna – gość baronostwa, uczestnik polowania
- 1983: Niedzielne igraszki – UB-ek
- 1983: Na odsiecz Wiedniowi – poseł turecki
- 1983: Katastrofa w Gibraltarze – minister Tadeusz Romer
- 1983: Incydent na pustyni – milicjant
- 1983: Fachowiec – robotnik
- 1983: Alternatywy 4 – kelner w restauracji Kongresowa (odc. 8)
- 1984: Siedem życzeń – inżynier Wyręba, główny technolog „Wedla” (odc. 5)
- 1984: Pan na Żuławach – dziennikarz Bielski
- 1984: Kim jest ten człowiek – strażnik więzienny
- 1984: 1944 (odc. 3)
- 1984: 111 dni letargu – więzień-tłumacz
- 1985: Zdaniem obrony – Szymczak, milicyjny specjalista od daktyloskopii (odc. 3)
- 1986: Zmiennicy – strażnik w WPT (odc. 15)
- 1986: Pierścień i róża – naczelnik policji
- 1986: Pierścień i róża (serial) – naczelnik policji
- 1986: Mgiełka jako taksówkarz (spektakl telewizyjny)
- 1986: Boczny tor – adwokat
- 1987: Zabij mnie glino – urzędnik pocztowy w wagonie pocztowym
- 1987: Misja specjalna
- 1987: Koniec sezonu na lody – milicjant
- 1987: Jedenaste przykazanie – wachmistrz Sołuba, dowódca ułanów
- 1987: Cesarskie cięcie – dziennikarz telewizyjny
- 1987: Brawo mistrzu
- 1987: Ballada o Januszku (odc. 2)
- 1987: 07 zgłoś się – dyżurny w kontroli lotów (odc. 19)
- 1988: Zakole – milicjant
- 1988–1990: W labiryncie – posterunkowy
- 1988: Pole niczyje – agent Napierały
- 1988: Pamięć i legenda – oficer
- 1988: Oszołomienie – oficer AK
- 1988: Królewskie sny (odc. 2 i 7)
- 1988: Crimen – wachmistrz Knobersdorf, dowódca straży (odc. 6)
- 1989: Gorzka miłość – porucznik Stanisław Biesiekierski, narzeczony Hanny
- 1989: Gorzka miłość (serial) – porucznik Stanisław Biesiekierski, narzeczony Hanny (odc. 1)
- 1990: Maria Curie – fotograf na ślubie Marii i Piotra
- 1990: Domena władzy – mężczyzna na miejscu wypadku Ewy
- 1992: Żegnaj, Rockefeller – chłop (odc. 1 i 11)
- 1993: Żywot człowieka rozbrojonego (odc. 3)
- 1993: Goodbye Rockefeller – chłop
- 1993: Czterdziestolatek. 20 lat później – pracownik agencji ochroniarskiej (odc. 4)
- 1996: Opowieści weekendowe: Urok wszeteczny – ogrodnik w posiadłości hrabiego
- 2002–2010: Samo życie – mężczyzna w lesie pod Złotowem
- 2005: PitBull – karawaniarz
- 2005: Pitbull – karawaniarz
- 2005: Pensjonat pod Różą – Adamek (odc. 71)
- 2005: M jak miłość – pacjent przychodni Kotowicza (odc. 320)
- 2005: Kryminalni – fotograf (odc. 23)
- 2006: Mrok – oberwaniec (odc. 2)
- 2006: Kochaj mnie, kochaj! – mężczyzna w hurtowni
- 2007: Środa, czwartek rano
- 2007: Jak to jest być moją matką – bezdomny
- 2007: I kto tu rządzi? – mieszkaniec Pragi (odc. 1)
- 2008: Ranczo – chłop (odc. 40)
- 2008–2009: Plebania – Stefan
- 2010: Na dobre i na złe – profesor Jerzy Rudomski (odc. 415)
- 2011: Barwy szczęścia – bezdomny (odc. 589)
- 2013: Blondynka – bezdomny na dworcu (odc. 14)
- 2013: Baczyński – profesor
- 2016: Historia Roja – Bończak
- 2019: Proceder – pacjent
- 2021: Gierek – Władysław Gomułka

## Teatr Telewizji
Wystąpił w kilkunastu spektaklach Teatru Telewizji. Zagrał m.in. rolę Juliana w spektaklu „Żabusia” (1972) i rolę Iwrońskiego w spektaklu „Pijacy” (1983).